# Rebild Bakker
Rebild Bakker er et kuperet hedelandskab i den del af Rold Skov, der ligger i Rebild Kommune. 
Med 400.000 besøgende om året er Rebild Bakker én af Danmarks største turistattraktioner.[kilde mangler]

## Historien
Rebild Bakker var tidligere fælles græsningsareal for Rebild-bøndernes kvæg. I 1912 erhvervede en gruppe dansk-amerikanere arealerne og skænkede dem herefter til den danske stat. Til gavebrevet var knyttet tre betingelser: Området skulle henligge i naturtilstand, det skulle være tilgængeligt for alle og dansk-amerikanerne skulle have lov at afholde arrangementer i bakkerne på amerikanske festdage. Området fik navnet "Rebild National Park" og danner hvert år d. 4. juli på den amerikanske uafhængighedsdag, rammen for Rebildfesten.
Rebild National Park hører ikke ind under de danske nationalparklove fra 2007, men naturen i den er fredet, skal beskyttes og området kan fortsat kalde sig nationalpark alligevel.